# Прозорово (Ярославская область)
Прозорово — село в Брейтовском районе Ярославской области России.
В рамках организации местного самоуправления является центром Прозоровского сельского поселения, в рамках административно-территориального устройства — центром Прозоровского сельского округа.

## География
Село расположено на северо-западе Ярославской области, по обоим берегам реки Редьма, в 157 километрах к северо-западу от Ярославля и в 16 километрах к северо-западу от райцентра, села Брейтово.
На южно-западной окраине находится деревня Холопово.

## Население
| 1859 | 1914 | 2002 | 2007 | 2010 |
| ---- | ---- | ---- | ---- | ---- |
| 336  | ↗428 | ↘396 | ↘394 | ↘327 |

Согласно результатам переписи 2002 года, в национальной структуре населения русские составляли 96 % из 396 жителей.

### Известные жители
- Смирнова, Анастасия Сергеевна (1914—1993) — свинарка, Герой Социалистического Труда (1966).

## История
Первое упоминание населённого пункта под названием Прозоров относится к 1408 году. В 1408—1460 годах Прозоров был центром Прозоровского удельного княжества.
В XIX веке населённый пункт известен как село Прозорово, при котором была деревня или имение Михайловское. На картах 1930—1950-х годов видны как Прозорово, так и Михайловское, при этом последнее как более крупное, видимо, включило в свой состав первое.
В 1981 году Указом Президиума Верховного Совета РСФСР село Михайловское переименовано в Прозорово.

## Достопримечательности
В селе расположена церковь Михаила Архангела (1810 год).

## Инфраструктура
В селе находится отделение почты и администрация Прозоровского сельского поселения.

## Транспорт
Остановка общественного транспорта. Просёлочные дороги.